# Johann Wilhelm du Plat
Johann Wilhelm du Plat (* 4. Oktober 1735 in Ratzeburg; † 16. Juni 1806 in Hameln) war ein kurhannoverscher Generalleutnant und Kartograf. Die Du Plat’sche Landesvermessung des Hochstifts Osnabrück ist bis heute eine unverzichtbare Quelle für die Siedlungshistoriker.

## Herkunft
Johann Wilhelm du Plat entstammte dem französischen Adelsgeschlecht du Plat, dessen erster Vertreter in Deutschland (ab 1697) sein Großvater Pierre Joseph du Plat (1657–1709) war, Stammvater der hannoverschen Linie. Mitglieder dieser deutschen Linie traten wiederum in königlich dänische und britische Dienste. Plat war der Sohn des kurhannoverschen Offiziers und Kartografen Pierre Joseph du Plat (1691–1753) und der Löhrstorfer Gutsverwaltertochter Engel Justina Janus (1700–??). Getauft wurde er in der St. Petri-Kirche. Sein ältester Bruder, der Generalleutnant Georg Josua du Plat (1722–1795) war in den 1770er Jahren der Begründer der topographischen Landesvermessung des Kurfürstentums Hannover. Auch sein zweitältester Bruder, der Oberdeichgraf Peter Joseph du Plat (1728–1782) und sein jüngerer Bruder, der Generalleutnant Anton Heinrich du Plat (1738–1791), waren alle wie er kurhannoversche Kartografen.

## Leben
Im Jahr 1763 war Plat Kapitänleutnant im Infanterie-Regiment v. Kielmannsegg und wurde 1766 Kapitän (Hauptmann) im Regiment Prinz Friedrich. In dieser Zeit schuf er als Angehöriger des Hannoverschen Ingenieurkorps zwischen 1764 und 1784 gemeinsam mit Johann Ludewig Hogrewe die Kurhannoversche Landesaufnahme als Kartenwerk im Maßstab 1:21.333⅓ mit 165 Blättern.
Am 8. Juni 1784 wurde er als kurhannoverscher Kapitän vom Landesherrn Friedrich August, der in Personalunion auch Fürstbischof des Hochstifts Osnabrück war, mit der Landesvermessung von Osnabrück beauftragt, die, durch Justus Möser von den Ständen angeregt, in den Jahren 1784 bis 1790 im Maßstab 1 : 3.840 durchgeführt wurde. Darin sollten zur Beseitigung der steuerlichen Ungleichheit u. a. auch die schatzfreien Besitzungen des Adels erfasst werden. Die Landvermessung diente steuerlichen Zwecken und ist mit den zugehörigen Vermessungs- und Schatzungsregistern die älteste Katasterkarte von insgesamt 476 Blättern des Fürstbistums. Gegenüber der kurhannoverschen Landesaufnahme enthält sie auch die Einzeichnung der Flurstücke und Besitzerparzellen. Das erhöht ihren wissenschaftlichen Wert – besonders in siedlungsgeschichtlicher Beziehung. Ihre Analyse mit modernen Methoden führt zurück bis zur Rekonstruktion mittelalterlicher Siedlungs- und Kulturlandschaften.
Im Jahr 1789 wurde Plat zum Major befördert und 1791 zum Oberstleutnant. Vier Jahre später (1795) wurde Plat als Oberst Regimentschef des Kurhannoverschen Infanterieregiments No. 7-A in Hameln, dem er auch als Generalmajor (1800) bis 1803 vorstand und mit dem Rang eines Generalleutnants verließ. Ebenfalls ab 1795 war er bis 1801 Inspekteur der hannoverischen Infanterie. In dieser Funktion war er auch einer jener Offiziere, deren langjährige Reformüberlegungen in der Instruktion vom 20. Mai 1800 formuliert wurden. Danach sollten in Friedenszeiten zehn, im Krieg 15 Soldaten einer Kompanie ausgebildete Scharfschützen sein.
Plat gehörte zu den durch Feldmarschall Johann Ludwig Graf von Wallmoden-Gimborn berufenen Offizieren, die am 5. Juli 1803 die mit General Édouard Adolphe Mortier abgeschlossene Konvention von Artlenburg (Elbkonvention) billigten. Die Konvention von Artlenburg bedingte die Waffenstreckung Kurhannovers und führte damit zur Auflösung der Truppen der kurhannoverschen Armee.
Johann Wilhelm du Plat wurde am 21. Juni 1806 auf dem Garnisonsfriedhof zu Hameln beigesetzt.

## Familie
Plat heiratete in erster Ehe nach 1791 in Osnabrück Marie Therese von Lemalle (* 1734; † 21. Juni 1799). Noch heute gibt es auf dem Hamelner Garnisonsfriedhof ihre Grabplatte mit aufgelegter Schrifttafel. Nach deren Tod heiratete er in zweiter Ehe am 28. Mai 1800 in Hameln Helene Louise Seehausen († 25. Juni 1808), die Tochter des kurhannoverschen Oberkommissärs sowie Bau- und Proviantverwalters August Seehausen und der Sophie Julia Ebeling. Aus dieser zweiten Ehe stammte der Sohn Christian Heinrich Wilhelm du Plat (* 20. November 1803; † 2. Februar 1824).

## Veröffentlichungen
- Plan der Kommende Lage, kolorierte Federzeichnung, 1783
- Instruktion für die zur allgemeinen Landesvermessung angeordnete Landmesser, 1784
- Katasterkarte des Hochstifts Osnabrück, 7 Einzelkarten, 1784–1790
- Vorläufige Ideen, wegen der Formierung von Schützen bei der hannöverschen Infanterie, 19. März 1796